# Gernlinden-Ost
Gernlinden-Ost ist ein Gemeindeteil von Maisach im oberbayerischen Landkreis Fürstenfeldbruck.

## Lage
Die Siedlung liegt circa drei Kilometer nordöstlich von Maisach.

## Gemeindezugehörigkeit
Am 1. Mai 1978 kam Gernlinden-Ost als Ortsteil der bis dahin selbstständigen Gemeinde Gernlinden zu Maisach.